# Albánok kisebbségben
Jelenleg a világon kb. 8 millió albán él. Ezen 8 millió főből azonban mindössze 3 115 000 fő él az albánok anyaországában, Albániában. Az albánok többséget alkotnak Albániában és Koszovóban, ahol kb. 1 587 000 albán él. A harmadik legnagyobb lélekszámú albánság Olaszországban található, ott országszerte szórványban mintegy 700 000 albán él. Albánia és Koszovó után harmadik legnagyobb országon belüli aránnyal rendelkezik az Észak-Macedóniában élő, 506 ezres albán közösség, akik a lakosság több mint egynegyedét alkotják.

## Koszovói albánok
Bővebben: Koszovó
Koszovó területe 2008-ig de facto is Szerbia részét képezte. Ekkor a 88%-ban albánok lakta Koszovó parlamentje kikiáltotta a független Koszovói Köztársaságot. Koszovó 1974 óta széles körű autonómiával rendelkezett Jugoszlávia szerb tagköztársaságán belül, egyike volt Jugoszlávia szerb részének két autonóm tartományának (a másik a Vajdaság volt). Koszovót napjainkban a világ országainak nagy része elismeri, mint független országot, Szerbia és az ENSZ azonban Szerbia integráns részének tekinti, mely szakadár terület (de facto ország).

## Észak-Macedóniai albánok
Napjainkban Észak-Macedónia soknemzetiségű ország, melyben ugyan a bolgárokkal közeli rokonságban álló macedónok alkotnak többséget, a lakosság több mint egynegyede (majdnem 30%) albán. A macedóniai albánok és Macedónia közötti háborút a 2001-es ohridi békeszerződés zárta le, melynek értelmében Észak-Macedónián belül a többségben albánok lakta tömbök autonómiát kaptak és képviseletet szereztek a észak-macedón parlamentben. Észak-Macedóniában az albánok aránya egyre gyorsabban növekszik a macedónok kárára.

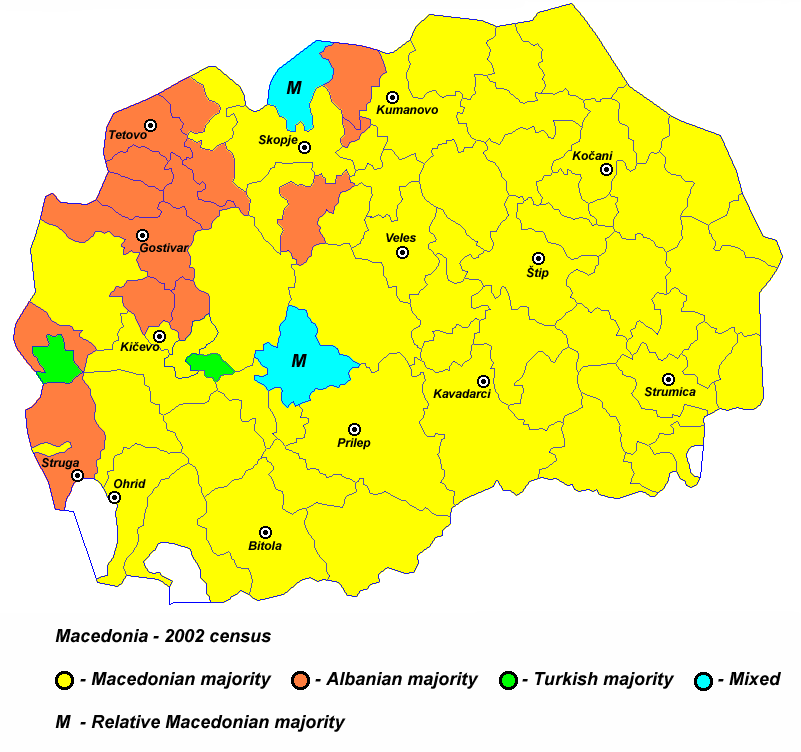
Észak-Macedónia etnikai térképe (2002)

## Egyéb európai országok
Európában Észak-Macedónián, Koszovón és Albánián kívül kb. 2,7 millió albán él, ebből 700 ezer Olaszországban, 500 ezer Törökországban, 320 ezer Németországban, 274 ezer Görögországban, 200 ezer pedig Svájcban, további 700 ezer fő pedig a többi európai országban. Az ún. Nagy-Albánián kívül élő albánok elsősorban vendégmunkások.

## Észak-Amerika
Észak-Amerikában kb. 230 ezer albán él, ebből valamivel több, mint 200 ezer az Amerikai Egyesült Államokban, a többiek Kanadában.

## Nagy-Albánia terve
Egyes albánok a Nagy-Albánia tervét támogatják, melyben egyesülne az összes albán terület. Nagy-Albánia legnagyobb tervezett kiterjedése alapján hozzá tartozna Albánia, Koszovó, Montenegróból Podgorica, a főváros és környéke, Észak-Macedónia nyugati harmada, Korfu szigete és Északnyugat-Görögország, valamint Szerbiából Nis és környéke. Ennek azonban az elsődleges akadályozó tényezője az, hogy Koszovó függetlenségét csak akkor hajlandóak az országok elismerni, hogyha az nem egyesül Albániával. Mindenesetre, több népnél és országnál vannak olyan tervek, melyek többszörösére növelnék az adott ország területét, ezek többsége azonban egyáltalán nem vagy csak részlegesen fog megvalósulni a jövőben.

## Albánok a világon
- Albánia - 3 115 000 fő
- Koszovó - 1 587 000 fő
- Olaszország - 700 000 fő
- Észak-Macedónia - 506 000 fő
- Törökország - 500 000 fő
- Németország - 320 000 fő
- Görögország - 274 390 fő
- Egyesült Államok - 202 000 fő
- Svájc - 200 000 fő
- Hollandia - 96 000 fő
- Szerbia - 61 647 fő
- Svédország - 60 000 fő
- Montenegró - 33 600 fő
- Egyesült Királyság - 30 000 fő
- Kanada - 17 000 fő
- Horvátország - 17 513 fő (2011)[1]
- Románia - 10 000 fő
- Norvégia - 10 000 fő
- Dánia - 8 000 fő
- Szlovénia - 6 200 fő
- Belgium - 2 800 fő